# Digital Concert Hall
Der englischsprachige Begriff Digital Concert Hall (DCH, zu Deutsch: Digitaler Konzertsaal) steht für ein digitales Medium zum  Übertragen  von gegenwärtigen bzw. historischen Konzerten der Berliner Philharmoniker in das Internet, aus dem sie dann abgerufen werden können.

## Geschichte
Die Digital Concert Hall wurde Ende 2008 eingerichtet. Die Berliner Philharmoniker haben mit diesem Projekt Pionierarbeit geleistet, um klassische Orchestermusik auch über den Spielort und den Zeitpunkt der Konzerte hinaus weltweit verfügbar zu machen.
Ferner dient die Digital Concert Hall zur Dokumentation der Interpretationen des Orchesters und seiner Dirigenten.
Die Digital Concert Hall ist 2009 mit dem LeadAward 2009 in der Kategorie WebTV in Gold und dem OnlineStar ’09 Jurypreis in Bronze ausgezeichnet worden.
Seit Juli 2014 bietet die Digital Concert Hall auch aufbereitete Konzerte Herbert von Karajans an.
Im Zuge der COVID-19-Pandemie 2020 bot die Digital Concert Hall für 30 Tage einen kostenlosen Zugang an.

## Inhalte
Die meisten der jährlich etwa 40 Konzertprogramme der Berliner Philharmoniker aus der Philharmonie Berlin können durch die Einrichtung der Digital Concert Hall per Live-Streaming in hoher Bildauflösung (High Definition Video) und mit bester Tonqualität im Internet mitverfolgt werden, und zwar aus Sicht der Orchesterbühne.
Darüber hinaus werden diese Konzerte nachbereitet und können mit einigen Tagen Verzögerung im Konzert-Archiv der Digital Concert Hall abgerufen werden. Das umfangreiche Konzertarchiv umfasst neben den aktuellen Konzerten, hauptsächlich unter Sir Simon Rattle, auch länger zurückliegende Aufführungen, zum Teil noch aus den 1990er Jahren unter Claudio Abbado. Auch einige Konzerte in der Berliner Waldbühne im Grunewald oder Aufnahmen der Reihe der Europakonzerte der Berliner Philharmoniker sind archiviert.
Zusätzlich gibt es Dokumentationen, zum Beispiel die Filme Rhythm Is It! über die Erarbeitung von Tanzszenen des  Balletts Le Sacre du printemps von Igor Strawinsky mit einer großen Gruppe Jugendlicher oder Trip to Asia, sowie Beiträge aus dem Ausbildungsprogramm der Berliner Philharmoniker und Interviews. 
Die Interviews und die Beiträge aus dem Ausbildungsprogramm sind in der Regel kostenlos abrufbar, während die Konzerte und Dokumentationen kostenpflichtig sind, von seltenen Ausnahmen abgesehen. Zur Bezahlung gibt es zeitlich begrenzte Tickets für sieben oder dreißig Tage oder ein Jahr, wobei der Nutzer während des ausgewählten Zeitraums beliebig viele Konzerte abrufen kann. Dazu kommt ein monatliches Abonnement mit Verlängerungsoption. Tickets sind auch als Geschenkgutscheine erhältlich.
Seit Juli 2014 enthält das Archiv der Digital Concert Hall der Berliner Philharmoniker neben Livestreams aktueller Konzerte auch nachbearbeitete Archivaufnahmen einiger Konzerte Herbert von Karajans aus den 1960er und 1970er Jahren. Hiermit ist auch dokumentiert, wie sehr sich in den letzten Jahrzehnten der Musizierstil gewandelt hat.

## Technik
Zur Aufnahme der Bewegtbilder während der Konzerte wurden in der Berliner Philharmonie über der Orchesterbühne sieben hochauflösende Videokameras installiert, die - ebenso wie die Mikrofone für die Tonaufnahmen - ferngesteuert werden können.
Die Inhalte können über eine Internetverbindung, wahlweise im Webbrowser oder mit entsprechend ausgerüsteten Fernsehern oder Blu-ray-Disc-Spielern, abgerufen und wiedergegeben werden. Auch auf Smartphone und Tablet sind die Inhalte per iOS- oder Android-App abrufbar. 
Der Stereoton wird bei 48 Kilohertz mit 24 Bit abgetastet und in AAC-Kodierung mit einer Datenrate von 256 Kilobit pro Sekunde übertragen. Für die Bildwiedergabe stehen je nach Übertragungsbandbreite unterschiedliche Qualitäten zur Verfügung, wobei die Videos gemäß H.264-Standard kodiert sind: Die Qualitätseinstellung beziehungsweise -umstellung erfolgt je nach aktueller Übertragungsrate meist automatisch.:
| Qualitätsstufe | Videobitrate | Videoauflösung | Audiobitrate |                                           |  |
| -------------- | ------------ | -------------- | ------------ | ----------------------------------------- |  |
| Maximum        | 3280 kbit/s  | 1920 × 1080    | 320 kbit/s   | Maximum nur bei Archivkonzerten verfügbar |  |
| Sehr hoch      | 2244 kbit/s  | 1280 × 720     | 256 kbit/s   |                                           |  |
| Hoch           | 1844 kbit/s  | 1280 × 720     | 256 kbit/s   |                                           |  |
| Mittel         | 1244 kbit/s  | 960 × 540      | 256 kbit/s   |                                           |  |
| Niedrig        | 844 kbit/s   | 960 × 540      | 256 kbit/s   |                                           |  |
| Sehr niedrig   | 444 kbit/s   | 640 × 360      | 256 kbit/s   |                                           |  |

Auf der Internationalen Funkausstellung Berlin 2016 kündigte Panasonic an, die Digital Concert Hall für das Herstellen, Bearbeiten und Kodieren der Videoaufnahmen mit den technischen Voraussetzungen für die 4K-Bildauflösung  auszustatten. Die Vereinbarung ist mit dem 1. Januar 2017 in Kraft getreten. Die Verbreitung der Inhalte über Streaming im Internet wird von der Internet Initiative Japan geleistet.